# Tudela
Tudela este un oraș din Spania, situat în comunitatea autonomă Navarra. La 2012 are o populație de 35.358 de locuitori.
- 42°3′55″N 1°36′24″V / 42.06528°N 1.60667°V